# Province de Gérone

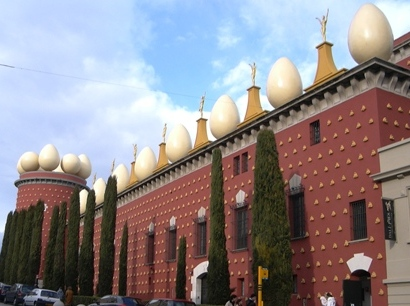
Le musée de Salvador Dali et Gala, à Figuères, dans la province de Gérone

La province de Gérone (en catalan : Província de Girona, qui est le nom officiel ; en espagnol : Provincia de Gerona) est l'une des quatre provinces de la communauté autonome de Catalogne, dans le nord-est de l'Espagne. Sa capitale est la ville de Gérone.

## Géographie

### Situation
La province est située dans la partie nord-est de la communauté autonome de Catalogne et couvre une superficie de 5 910 km2.
La province est frontalière au nord de la France (département des Pyrénées-Orientales, dans la région d'Occitanie). Elle est baignée à l'est par la mer Méditerranée, bordée au sud et à l'ouest par la province de Barcelone et au nord-ouest par la province de Lérida.
Une partie de son territoire — la commune de Llívia — est une enclave espagnole dans le département français des Pyrénées-Orientales.

### Climat
Le climat est clairement continental à l'exception de la zone côtière. La ville de Gérone est à l'intérieur de la zone tempérée. Les températures moyennes mensuelles varient de 13 à 17 °C. La province est plus froide en comparaison, au nord et à l'ouest, alors que les zones les plus chaudes sont sur la côte, (influencée par l'eau tiède de la Méditerranée). La température en montagne est toujours extrêmement plus basse qu'en plaine. En hiver, il arrive qu'il gèle partout, sauf sur la côte.
Les pluies sont plus fréquentes à l'ouest, mais sur la côte méditerranéenne elles peuvent être intenses pendant un nombre inférieur de jours. Dans les plus hautes vallées et montagnes pyrénéennes, frontalières avec la France, la neige s'y maintient souvent de la fin de l'automne jusqu'au printemps. Le vent de tramontane souffle avec violence lors des saisons de transition et de l'hiver, surtout dans la plaine et la côte du Haut-Ampurdan, avec des caractéristiques similaires à celles des régions voisines françaises balayées par ce même vent.   
|  |  |  |

## Population
La province comptait 756 810 habitants en 2012. En 2023, un recensement de l'Institut national de la statistique évalue la population à 808 672 habitants, en forte augmentation démographique. 

## Subdivisions

### Comarques
La province de Gérone est subdivisée en 8 comarques : 
- Ripollès
- Garrotxa
- Alt Empordà
- Baix Empordà
- Pla de l'Estany
- Gironès
- Selva
- et une partie de la Baixa Cerdanya

### Communes
La province de Gérone compte 221 communes (muninipios en espagnol, municipis en catalan).